# Улахан-Саккырыр
Улаха́н-Саккыры́р (также Саккырыр, в верхнем течении — Тумара́) — река в Республики Саха. Левый приток Бытантая. Длина реки — 172 км. Площадь водосборного бассейна — 5250 км².
Река под названием Тумара истекает из небольшого озера Тумара-Кюеле в хребте Орулган в системе Верхоянского хребта на высоте 1295 м над уровнем моря. В верховьях течёт по межгорной долине на восток; дойдя до Сиетинденского хребта, поворачивает на юг и огибает его с южной стороны. После этого, приняв притоки Мас-Сала, Бытаня и Тара-Сала, вновь устремляется на восток уже под названием Улахан-Саккырыр. На всём протяжении течёт по территории Эвено-Бытантайского улуса. В нижнем течении по левому берегу расположено село Батагай-Алыта. Впадает в Бытантай несколькими рукавами по левому берегу на отметке менее 309 м над уровнем моря, ниже впадения реки Аччыгый-Саккырыр, в 272 км от впадения Бытантая в Яну. Ширина перед устьем — 55-70 м при глубине 1,5 м; скорость течения в низовьях составляет 1,4 м/с. Замерзает с конца сентября — начала октября до конца мая.

## Основные притоки
Указаны притоки длиной 20 км и более
| Название  | Расстояние от устья | Длина | Положение |
| --------- | ------------------- | ----- | --------- |
| Чай-Юрюе  | 24                  | 22    | левый     |
| Тара-Сала | 63                  | 94    | правый    |
| Бытаня    | 72                  | 45    | правый    |
| Мас-Сала  | 74                  | 55    | правый    |
| Сыанган   | 79                  | 43    | правый    |
| Джелон    | 104                 | 31    | правый    |

## Данные водного реестра
По данным государственного водного реестра России и геоинформационной системы водохозяйственного районирования территории РФ, подготовленной Федеральным агентством водных ресурсов:
- Бассейновый округ — Ленский
- Речной бассейн — Яна
- Речной подбассейн — Яна ниже впадения Адычи
- Водохозяйственный участок — Бытантай
- Код водного объекта — 18040300112117700024750